# Demi-brigade de fusiliers marins
La demi-brigade de fusiliers marins (DBFM) est une unité de la Marine française, créée en 1956 pendant la Guerre d'Algérie. Elle est dissoute en 1962.

## Contexte
Dans le cadre de la guerre d'Algérie et à la suite du vote de la loi sur les pouvoirs spéciaux et la prolongation de la durée du service militaire, la Marine décide de mettre sur pied en avril 1956 une nouvelle unité de fusiliers marins.

## Organisation

### Composition
L'unité est commandée par un capitaine de vaisseau, et  formée d’un état-major, de trois bataillons d’infanterie et de cinq compagnies de combat. Cela fait un effectif d'environ 2 000 hommes.
La demi-brigade, qui relève administrativement de l’Amiral, préfet maritime de la quatrième région maritime, est placée sous le commandement opérationnel du général commandant le corps d’armée d’Oran pour les opérations de maintien de l’ordre à terre. 
La DBFM a l'appui des commandos Marine pour la neutralisation de groupes armés interceptés.
Des harkis sont aussi engagés pour former le commando « Yatagan », renommé « Tempête », ou encore au sein de harkas à cheval. La marine rapatriera une grande partie de ses harkis et leurs familles[réf. nécessaire].

### Commandants
La DBFM a été commandée successivement par les capitaines de vaisseau Pierre Ponchardier, Vivier, Guillon, Merlet, Roure, Marc de Joybert et Flichy.